# Cacício II Arzerúnio
Cacício II Arzerúnio (em armênio/arménio: Գագիկ Բ Արծրունի; romaniz.: Gagik B Artsruni) foi um nacarar armênio do final do século VIII, chefe da família Arzerúnio e príncipe de Vaspuracânia.

## Nome
Cacício (Cacicius; Κακίκιος, Kakíkios) é a forma latina e grega do armênio Gaguique (Գագիկ, Gagik), cuja origem é desconhecida. Foi registrado em árabe como Jajique (em árabe: جاجيك; romaniz.: Jajiq).

## Vida
O historiador Christian Settipani considerou seu avô homônimo como chefe da família Arzerúnio, dai o nome de Cacício II, ao contrário de Cyril Toumanoff que considera seu avô como um simples nobre e enumera o príncipe como Cacício I. Cacício II é conhecido através do relato do historiador árabe Baladuri que relata, em sua Origem do Estado islâmico, que "Buga [...] sitiou Axute ibne Hanzá ibne Jajique, o príncipe de Albusfarrajão", ou o príncipe de Vaspuracânia Asócio I, filho de Amazaspes, filho de Cacício II.
Cronologicamente, este Cacício situa-se na geração seguinte àquela de Amazaspes I, Isaque I e Meruzanes II, os dois primeiros tendo sido executados pelos árabes em 785. Para Cyril Toumanoff, Cacício era filho de certo Amazaspes. Christian Settipani não é categórico, mas supõe que esta relação é provavelmente devido a uma transmissão onomástica comum: Asócio, filho de Amazaspes, filho de Cacício, filho de Amazaspes, filho de Cacício.